# 小倉清一郎
小倉 清一郎（おぐら きよいちろう、1944年6月16日 - ）は、神奈川県横浜市中区出身の元社会人野球選手（捕手）で日本の高校野球指導者。

## 来歴

### アマチュア時代
小学4年生から野球を始める。ポジションは当初、内野手や投手など色々してきたが、最終的に捕手となった。横浜市立大鳥中学校を経て法政二高の進学を目指したが、同校硬式野球部監督の田丸仁からユニフォームは着ることは出来るがレギュラーは難しいと言われた事から中学時代の監督に勧められて、横浜高校（以降:横浜）に進学し、硬式野球部に入部した。横浜の同期には渡辺元（現:渡辺元智）がいる。現役時代は甲子園の出場は叶わなかったものの県大会で準優勝を果たした。
高校卒業後、東京農業大学を経て、三菱自動車に入社。社会人野球の道へ進むも1年で退職して神奈川県の私立高校の監督となった。大学時代には新潟の新発田農業硬式野球部のコーチをした経験があり指導経験は十分であった。しかし待遇に納得が行かず3か月で辞め、河合楽器に入社し再び社会人野球選手となった。1969年、減量のためのランニングの後に飲んでいたグラウンド散水用の工業用水が原因で肝炎を患い入退院を繰り返し、24歳という若さで現役を引退した。この工業用水を小倉は「塩分が入っていて美味しかった」と語っている。

### 東海大一→横浜（一次）→横浜商指導時代
現役引退後は横浜市に戻り、親の水道設備の下請けの職に就いていたが、1973年に指導者として招聘され、静岡の東海大一（現：東海大静岡翔洋）硬式野球部コーチを仕事兼務で限定された曜日のみではあったものの3年間務める。1976年には同校を初の春夏甲子園出場まで導いた。
1977年には同級生の渡辺元（現:渡辺元智）に要請され母校の横浜で自身初となる硬式野球部監督に就任。この当時、渡辺は教職免許取得の為、関東学院大学の夜間部に通っており、指導が休日しか出来ない日々が続いていた。小倉が監督となった事で渡辺が監督から部長となり、初めて二人で指導をするが、メンバー起用の問題により部内が紛糾したため、1年で辞任し横浜を去った。
監督辞任後すぐにY校で知られる横浜商業の監督であった古屋文雄に「甲子園に行きたかったら俺を雇え」と電話で売り込み、同校の硬式野球部コーチを12年間務める。就任中、横浜商業は5回夏の甲子園を経験。その中の第65回全国高等学校野球選手権大会では決勝で大阪のPL学園に敗れたものの見事、準優勝を飾っている。

### 横浜（二次）指導時代
1990年秋、渡辺と磯子駅で再会を果たす。渡辺率いる横浜は、小倉が去った2年後の1980年に自身がスカウトしたエース愛甲猛、安西健二らを擁し、夏の甲子園で優勝を果たした。しかし以降は甲子園に出場しても結果が残せないスランプ状態となっていた。一時期は自身が体調を崩し教え子が監督に就任し、渡辺は部長に退いたこともあった。その当時は、渡辺が監督と部長を兼任していたが監督に専念するため、渡辺は小倉に戻って来て欲しいと要請した。小倉はかつて横浜監督在任時代の時の事もあり、すぐに返事を出さなかったが承認した。
渡辺の勧めもあり、昼は横浜硬式野球部コーチを務める傍ら、同校の事務職員として勤務し、夜は教職免許取得の為に、母校である東京農業大学の夜間部に通った。
教職免許取得後の1994年、渡辺の後任部長として横浜硬式野球部部長に就任、更には同校の保健体育科教諭となった。これで事実上、指導する立場として古巣の横浜に戻る事となった。
硬式野球部長（監督待遇）として監督の渡辺と二人三脚ならぬ「二人監督制」で数々の選手を育てた。その中で特に松坂大輔は小倉が発掘し、育成したことは有名。高校野球界では渡辺監督を補佐する名伯楽として有名で主に技術面を指導する。対戦校の投手陣や打線、戦術を徹底的に分析して「参謀」と知られ、対戦校の特徴を事細かに記したノートは「小倉ノート」と呼ばれており高校野球界では有名である。ベンチ入りしていた際には監督の渡辺とともに自らもサインを出すなど積極的に動いていた。

### 横浜部長退任後
2010年3月、同校教職員としての定年を迎えたことにより横浜硬式野球部部長を退任。後任を教え子であった平田徹に譲ったが横浜硬式野球部コーチとして指導を続けた。
2013年夏の神奈川大会においては、淺間大基、髙濱祐仁を筆頭とした2年生中心のチームながら、準々決勝で全国No.1左腕として知られていた桐光学園の松井裕樹を攻略するなど、自身はベンチには入ることができないものの2年ぶりの甲子園に大きく貢献した。松井擁する桐光学園には前年夏・春と連続で敗れていたが徹底した分析により見事に攻略することに成功した。
2014年5月、8月31日付で同校のコーチを勇退するという辞令が発表された。70歳という年齢を区切りに同春センバツ大会後に自身で退任を決めたという。当初は監督の渡辺も一緒に勇退する予定であったが「ここで放り投げてはならない」と続投した。
渡辺は「小倉に最後は監督をさせてあげたい」と自身は部長としてベンチ入りし、2人で勝ち抜くプランを内緒で立てていたものの高野連の規定で部長（責任教師）は学校の教諭でなければならず、断念した。県予選は順調に勝ち上がったものの準決勝で強力投手陣を擁する東海大相模に惜敗し、甲子園出場はならなかった。
横浜での最後の指導に於いて小倉は「（渡辺から）データ収集をやってくれと言われたらやる。横浜は絶対に裏切らない」と語っている。
コーチ退任後、全国各地でアマチュア野球の指導をしている。
2018年8月からは山梨学院高校でコーチを務める。選手の指導に加えて、監督の長男である部長にも野球の細かい戦術やポジショニングなども伝授していた。契約満了後ではあるが、2023年の選抜高校野球では山梨県勢初となる甲子園優勝を果たしている。

## 指導
基本的に、技術の面を指導する。卓越した野球理論を元に様々な練習を行っていた。特にノックは小倉の十八番で、アメリカンノックによる球の雨を降らせる事で有名。なお、松坂大輔が唯一嘆いた練習がこのアメリカンノックである。松坂は、後の対談で小倉がフィールディング、牽制、クイックなどを徹底的に仕込んでくれたためプロ入り後は投げるだけに専念すれば良かったと発言している。
卒業生によると、細かい座学も行い、対戦校の投手や打者の特徴、戦術など、野球学を徹底的に叩き込ませ、長距離を時間内に走らせる（時間内に走れないと終わりがない）ことなどもしていた。

## 甲子園での成績（ベンチ入りのみ）
因みに、他校での指導中に出場した甲子園の勝利数も含めると64勝となり当時は全国最多の勝利数だった。（現在は西谷浩一の69勝）

### 横浜（一次）時代
- 夏：出場1回・1勝1敗（1978年）
- 通算：出場1回・1勝1敗

### 横浜（二次時代）
- 春：出場7回・15勝5敗・優勝2回（1998年・2006年）・準優勝1回（2003年）
- 夏：出場8回・19勝7敗・優勝1回（1998年）
- 通算：出場15回・34勝12敗・優勝3回・準優勝1回

## 主な著書
- 『野球 試合で勝てるチームの作り方』（池田書店：2015年3月）
- 『小倉ノート 甲子園の名参謀が明かす「トップチーム」の創り方』（竹書房：2015年6月）
- 『参謀の甲子園 横浜高校 常勝の「虎ノ巻」』（講談社：2015年7月）